# Coupe de la Ligue 1999-2000
La Coupe de la Ligue 1999-2000 fu la 6ª edizione della manifestazione.
Iniziò il 16 novembre 1999 e si concluse il 22 aprile 2000 con la finale allo Stade de France vinta inaspettatamente per 2 a 0 dal Gueugnon (club di seconda divisione) contro il più quotato Paris Saint-Germain. La squadra campione in carica era il Lens.

## Partite

### Primo Turno
| Squadra 1 | Risultato         | Squadra 2         |
| --------- | ----------------- | ----------------- |
| Beauvais  | 2 - 2 (5 - 4 dcr) | Valence           |
| Tolosa    | 1 - 0             | Martigues         |
| Niort     | 3 - 2 (dts)       | Laval             |
| Caen      | 1 - 2             | Le Mans           |
| Lorient   | 1 - 1 (1 - 4 dcr) | Créteil-Lusitanos |
| Sochaux   | 3 - 0             | Ajaccio           |
| Nizza     | 1 - 0             | Cannes            |
| Lilla     | 1 - 1 (1 - 4 dcr) | Red Star          |
| Wasquehal | 4 - 4 (4 - 5 dcr) | Châteauroux       |

### Secondo Turno
| Squadra 1           | Risultato         | Squadra 2           |
| ------------------- | ----------------- | ------------------- |
| Beauvais            | 1 - 1 (5 - 4 dcr) | Le Havre            |
| Auxerre             | 0 - 0 (4 - 5 dcr) | Monaco              |
| Troyes              | 0 - 1 (dts)       | Bordeaux            |
| Red Star            | 4 - 2 (dts)       | Nîmes               |
| Olympique Lione     | 3 - 1             | Amiens              |
| Strasburgo          | 0 - 0 (2 - 0 dcr) | Metz                |
| Tolosa              | 3 - 2 (dts)       | Lens                |
| Le Mans             | 1 - 1 (5 - 6 dcr) | Châteauroux         |
| Paris Saint-Germain | 4 - 3             | Créteil-Lusitanos   |
| Niort               | 0 - 1             | Gueugnon            |
| Louhans-Cuiseaux    | 0 - 1             | Nancy               |
| Sochaux             | 2 - 0             | Rennes              |
| Saint-Étienne       | 3 - 1             | Nantes              |
| Guingamp            | 1 - 3             | Montpellier         |
| Nizza               | 0 - 1             | Sedan               |
| Bastia              | 3 - 0             | Olympique Marsiglia |

### Ottavi di finale
| Squadra 1       | Risultato   | Squadra 2           |
| --------------- | ----------- | ------------------- |
| Châteauroux     | 0 - 1       | Paris Saint-Germain |
| Nancy           | 2 - 1 (dts) | Sochaux             |
| Olympique Lione | 1 - 0       | Bordeaux            |
| Bastia          | 1 - 0       | Montpellier         |
| Beauvais        | 0 - 1       | Sedan               |
| Saint-Étienne   | 1 - 3       | Red Star            |
| Gueugnon        | 1 - 0       | Tolosa              |
| Monaco          | 2 - 3       | Strasburgo          |

### Quarti di finale
| Squadra 1           | Risultato   | Squadra 2  |
| ------------------- | ----------- | ---------- |
| Paris Saint-Germain | 3 - 0       | Nancy      |
| Olympique Lione     | 0 - 1 (dts) | Bastia     |
| Sedan               | 0 - 1       | Red Star   |
| Gueugnon            | 2 - 0       | Strasburgo |

### Semifinali
| Squadra 1           | Risultato         | Squadra 2 |
| ------------------- | ----------------- | --------- |
| Paris Saint-Germain | 4 - 2             | Bastia    |
| Red Star            | 2 - 2 (8 - 9 dcr) | Gueugnon  |

### Finale
| Arbitro: | Éric Poulat |

|                         |           |  |
| Trapasso 65’ Flauto 90’ | Marcatori |  |

#### Formazioni
| Gueugnon    |    |                     |  |     |
|             |    |                     |  |     |
| P           | 16 | Richard Trivino     |  |     |
| D           | 2  | Yohan Bouzin        |  |     |
| D           | 4  | Éric Boniface       |  |     |
| D           | 15 | Sylvain Distin      |  |     |
| D           | 22 | David Fanzel        |  |     |
| C           | 6  | Didier Neumann      |  | 80’ |
| C           | 25 | Cédric Chabert      |  |     |
| C           | 10 | Nicolas Esceth-N'Zi |  | 76’ |
| C           | 11 | Amara Traoré (C)    |  |     |
| A           | 21 | Stéphane Roda       |  | 85’ |
| A           | 28 | Marcelo Trapasso    |  |     |
| Sostituti:  |    |                     |  |     |
| P           | 1  | Philippe Schuth     |  |     |
| D           | 14 | Xavier Collin       |  | 85’ |
| C           | 5  | Fabien Weber        |  | 80’ |
| C           | 24 | Sylvain Flauto      |  | 76’ |
| A           | 13 | David Andreani      |  |     |
| Allenatore: |    |                     |  |     |
| Alex Dupont |    |                     |  |     |

| Paris Saint-Germain |    |                      |  |     |
|                     |    |                      |  |     |
| P                   | 16 | Dominique Casagrande |  |     |
| D                   | 4  | Talal El Karkouri    |  |     |
| D                   | 15 | Éric Rabésandratana  |  |     |
| D                   | 22 | Igor' Janovskij      |  |     |
| D                   | 26 | Aliou Cissé          |  |     |
| C                   | 9  | Ali Benarbia (C)     |  |     |
| C                   | 10 | Jay-Jay Okocha       |  |     |
| C                   | 23 | Pierre Ducrocq       |  |     |
| C                   | 7  | Christian            |  |     |
| A                   | 11 | Laurent Robert       |  | 76’ |
| A                   | 19 | Laurent Leroy        |  | 72’ |
| Sostituti:          |    |                      |  |     |
| P                   | 1  | Bernard Lama         |  |     |
| D                   | 6  | Godwin Okpara        |  |     |
| C                   | 18 | Edvin Murati         |  | 76’ |
| C                   | 20 | Édouard Cissé        |  |     |
| A                   | 8  | Kaba Diawara         |  | 72’ |
| Allenatore:         |    |                      |  |     |
| Philippe Bergerôo   |    |                      |  |     |